# Бедиа, Рамзи
Рамзи Бедиа (фр. Ramzy Bedia; род. 10 марта 1972, Париж) — французский актёр алжирского происхождения, сценарист и режиссёр.

## Биография
Он начал свою карьеру как комедийный актёр в 1994 году после встречи с Эриком Жюдором, с которым он сформировал дуэт Эрика и Рамзи. Они начали собственное телешоу на телеканале M6. В 1998 году, он и Жюдор играли с Жамелем Деббузом во французском хитовом медицинском ситкоме H. В 1999 году он играет в своём первом фильме «Небо, птицы и… твоя мать» французского режиссёра Джамеля Бенсала. Ведущая роль Бедиа также появилась в фильме Шарля Немеса 2001 года «Адский небоскрёб» в образе нелепого мойщика окон. Фильм, который он написал в соавторстве с Эриком Джудором. 2004 год стал удачным для Эрика и Рамзи, они сыграли в фильме «Великолепная четвёрка» Филиппа Аима и шпионской комедии «Два нуля» режиссёра Филиппа Хейма, имевших успех.

## Фильмография
- 1998—2002 — Больничка — Сабри
- 2001 — Адский небоскрёб — Рамзи
- 2004 — Великолепная четвёрка — Аверел
- 2004 — Два нуля — Вилл
- 2007 — Смени лицо — Джордж
- 2008 — Мы — легенды — Кертис
- 2009 — Неилли моя мать! — Азиз
- 2009 — Концерт — Ахмед
- 2010 — Осталась ли ветчина? — Джалил
- 2011 — Встречные ветра — Самир
- 2011 — Славный городок — пакистанец
- 2012 — Переполох на районе — Худой
- 2012 — Команда мечты — Маранделла
- 2017 — И смех, и грех — Монсеф
- 2018 — Такси 5 — Рашид